# Депутат Європейського парламенту
Депутат Європейського парламенту — особа, обрана в Європейський парламент. У країнах, де люди говорять романськими мовами, більш поширений термін «європарламентар» або «євродепутат». На самому початку роботи Європарламенту депутати призначалися державами-членами з депутатів національних парламентів. Однак з 1979 року парламентарії обираються прямим загальним голосуванням. Кожна країна сама вибирає спосіб обрання кандидатів. В даний час всі держави використовують різні форми пропорційної виборчої системи. До 1997 у Великій Британії використовувалася мажоритарна система. Кількість депутатів змінюється доволі часто. Наразі вона становить 705 особу. У період 2011—2014 вона становила 754 депутати, в 2009—2011 було 736 депутатів, в 2007—2009 — 785, в 2004—2007 — 732, а у 2014—2020 рр. — 751 депутат. Після виборів 2024 року кількість депутатів становитиме 720.

## Вибори депутатів
На 1 січня 2007 (коли Румунія та Болгарія увійшли до Європейського союзу) в парламенті було 785 депутатів, але на виборах в 2009 їх число скоротилося до 736. Кожна держава обирає від 5 до 99 депутатів. Вибори проходять раз на п'ять років. Немає єдиної процедури виборів євродепутатів, кожна держава має право затвердити свою систему, яка повинна відповідати трьом обмеженням:
- Вибори повинні проходити за пропорційною виборчою системою;
- Виборчі території можуть бути розділені, якщо це не вплине на пропорційний характер системи голосування;
- Відсотковий бар'єр не повинен перевищувати 5 %.

Розподіл місць проводиться за таким принципом, що менші країни обирають більше депутатів, ніж це може бути виправдане їх населенням. Оскільки кількість депутатів, що надаються кожній країні, була встановлена договорами, не існує точної формули розподілу місць між державами-членами. Зміни до системи виборів до Європарламенту можуть бути введені тільки за згодою всіх членів ЄС.
Попередні вибори до парламенту пройшли в червні 2009 року. Ці вибори стали найбільшими міжнародними одночасними виборами в історії світу. Близько 500 мільйонів людей мали право голосувати.

## Стаж
У Європейському парламенті спостерігається висока «плинність кадрів» у порівнянні з національними парламентами. Наприклад, після виборів 2004 року більшість новообраних європарламентарів не були членами попереднього скликання. Тільки кілька людей, в тому числі депутат Ганс-Герт Петтерінг, працювали безперервно з перших виборів в 1979.
Приблизно одна третина членів Європарламенту раніше працювала національним парламентам, і у більш ніж 10 % є міністерський досвід на національному рівні. Зазвичай в парламенті працюють кілька колишніх прем'єр-міністрів і членів Єврокомісії. Діючий склад парламенту включає також колишніх суддів, лідерів профспілок, акторів, військових, співаків, політичних активістів і членів сімей лідерів держав (Олена Бесеску — дочка Президента Румунії Траяна Бесеску).
Багато євродепутатів, що пішли, займають інші політичні посади. Кілька діючих і колишніх президентів, прем'єр-міністрів, заступників прем'єр-міністрів європейських держав були депутатами Європарламенту (наприклад, Ніколя Саркозі, Нік Клегг, Сільвіо Берлусконі).

## Фракції

Склад нинішнього скликання (2009—2014) Європейського парламенту:
Європейська народна партія (265)
Прогресивний альянс соціалістів і демократів (184)
Альянс лібералів і демократів за Європу (84)
Зелені — Європейський вільний альянс (55)
Альянс консерваторів та реформістів у Європі (54)
Європейські об'єднані ліві/Ліво-зелені Півночі (35)
Європа свободи та демократії (32)
Незалежні депутати Європейського парламенту (27)

Всі, крім 27 депутатів, є членами міжнаціональних політичних груп, організованих за політичною приналежністю. Наприклад, британські лейбористи, обрані до парламенту, є членами Партії європейських соціалістів, а всі консерватори Британії в парламенті належали до Європейської народної партії, але потім покинули її і сформували нову групу (Альянс європейських консерваторів та реформістів) у липні 2009 .
Партійна дисципліна у фракціях Європейського парламенту не така сувора, як в національних парламентах. Іноді окремі представники голосують проти генеральної лінії своєї фракції. Більше того, позиція фракції з питання визначається дискусією всередині групи, а не вказується керівництвом партії.
Крім роботи всередині фракції європарламентарі володіють рядом повноважень і прав, що стосуються роботи всього парламенту:
- Право задавати питання Раді Європейського союзу, Єврокомісії та керівникам парламенту;
- Право запропонувати поправку до будь-якого тексту в комітеті;
- Право внести пропозицію до резолюції;
- Право пояснити причини голосування;
- Право піднімати процедурні питання.

## Кількість депутатів за країною
Згідно з Лісабонським договором, місця розподіляються в кожній державі відповідно до населення.
| Німеччина  |  | 96 (13.62 %) |
| Франція    |  | 79 (11,21 %) |
| Італія     |  | 76 (10,78 %) |
| Іспанія    |  | 59 (8,37 %)  |
| Польща     |  | 52 (7,38 %)  |
| Румунія    |  | 33 (4,68 %)  |
| Нідерланди |  | 29 (4,11 %)  |
| Бельгія    |  | 21 (2,98 %)  |
| Чехія      |  | 21 (2,98 %)  |
| Греція     |  | 21 (2,98 %)  |
| Угорщина   |  | 21 (2,98 %)  |
| Португалія |  | 21 (2,98 %)  |
| Швеція     |  | 20 (2,98 %)  |
| Австрія    |  | 19 (2,70 %)  |
| Болгарія   |  | 17 (2,41 %)  |
| Данія      |  | 14 (1,99 %)  |
| Фінляндія  |  | 14 (1,99 %)  |
| Словаччина |  | 14 (1,99 %)  |
| Ірландія   |  | 13 (1,84 %)  |
| Хорватія   |  | 12 (1,70 %)  |
| Литва      |  | 11 (1,56 %)  |
| Латвія     |  | 8 (1,13 %)   |
| Словенія   |  | 8 (1,13 %)   |
| Кіпр       |  | 6 (0,85 %)   |
| Естонія    |  | 6 (0,85 %)   |
| Люксембург |  | 6 (0,85 %)   |
| Мальта     |  | 6 (0,85 %)   |

## Робота євродепутата
Кожен місяць, виключаючи серпень, парламент зустрічається в Стразбурзі на чотириденному пленарному засіданні, шість разів на рік депутати на два дні збираються в Брюсселі. Обов'язок проводити один тиждень кожного місяця в Страсбурзі був покладений на парламент державами-членами під час саміту в Единбурзі в 1992 році.
Крім того, європарламентар може бути членом міжнародної делегації і зустрічатися з іноземними делегаціями, що приїжджають до Брюсселя чи Страсбурга, або відвідувати комітети чи парламенти іноземних держав та областей. Існує кілька міжнародних парламентів, в яких беруть участь євродепутати. Ця робота тягне за собою повні щорічні парламентські зустрічі і частіші засідання комітетів. Парламентарії беруть участь у місіях зі спостереження за виборами.
Очевидно, у депутатів є необхідність підтримувати зв'язок зі своїми виборцями в своїй рідній країні. Більшість євродепутатів повертаються до своїх виборців в четвер увечері, для того щоб провести п'ятницю і часто вихідні з виборцями, місцевими організаціями і політиками, професійними спілками, муніципальними радами, тощо. Члени Європарламенту можуть наймати помічників для роботи в офісі для виборців та для роботи в парламентському офісі.
Оскільки члени Європарламенту займаються меншою кількістю важливих питань (незначний вплив на проблеми охорони здоров'я, освіти, будівництва, оборони, але великі повноваження в екологічній сфері, сфері захисту прав споживачів, трудового законодавства та торгівлі), їх популярність в рідній країні не така велика, як у депутатів національного парламенту (принаймні, не так велика, як у міністрів або опозиційних лідерів).

## Повноваження
Після ратифікації і набуття чинності Лісабонського договору прийняття майже всіх законів ЄС вимагає схвалення і Європейського парламенту, і Ради Міністрів. Вони розглядають законопроєкти в трьох читаннях і можуть пропонувати будь-які поправки до документа, але в кінцевому підсумку вони повинні затвердити однаковий текст законопроєкту. Така система становить двопалатну законодавчу владу.
Члени Європарламенту також обирають президента Єврокомісії з кандидатів, запропонованих Європейською радою, і, після обговорення кандидатів, схвалюють призначення Комісії в цілому. Парламент може винести Комісії вотум недовіри (наприклад, в 1999 році Комісія під головуванням Жака Сантера пішла у відставку, коли їй був винесений вотум недовіри). Міжнародні угоди, які приймає Європейський союз (наприклад, СОТ, торговельні угоди), повинні бути схвалені Європейським парламентом, також має бути затверджене приєднання нових держав-членів до союзу. Річний Бюджет Європейського Союзу приймається спільно Європарламентом та Радою міністрів.
Парламент також вибирає європейського омбудсмена і проводить слухання з кандидатами на пост президента і з членами керуючих рад Європейського центрального банку, ради аудиторів, різних агентств.

## Різноманітність
Із депутатів, обраних у 2009 році, жінок — 34 % (у 2004 в парламенті було 30 % жінок, а в 1979 році в депутати обрали тільки 16,5 % жінок). Цей відсоток змінюється залежно від делегації тієї чи іншої країни. Наприклад, у британській делегації половина лейбористів — жінки.
Найстаріший євродепутат — Джованні Берлінгуер, що народився в 1924 році, — колишній комуніст, який був присутній на підписанні Римського договору в 1957 році. Наймолодший — Амелія Андерсдоттер, яка народилася в 1987 і обрана до парламенту в 2009.

## Подвійні мандати
Про людину говорять, що він має подвійний мандат, якщо її обрали і в національний, і в європейський парламент. Така практика була розкритикована політичними партіями та країнами-членами, а у 2009 році була заборонена.

## Зарплата та привілеї

### Зарплата
До 2009 року зарплата євродепутатів (виплачувана державами-членами) була така ж, як і у депутатів нижньої палати національних парламентів. В результаті зарплати депутатів сильно відрізнялися. У 2002 році євродепутат від Італії отримав 130 000 євро, а від Іспанії — 32 000 євро. Однак у липні 2005 року Рада погодилася уніфікувати статус депутатів. Тому, починаючи з 2009 року, всі євродепутати отримують базову річну зарплату, яка складає 38,5 % від зарплати європейського судді, або близько 85 000 євро. Зміни скоротили зарплату одних депутатів (від Італії, Австрії та Німеччини), підвищили у інших (здебільшого, у депутатів східноєвропейських країн) і не торкнулися зарплати депутатів від Великої Британії.

### Витрати та недавні реформи
До реформ 2009 року депутати звинувачувалися у використанні щедрих виплат у своїх інтересах. Зазвичай піддавалися критиці розмір зарплати та інші витрати депутатів.
Інші скарги найчастіше стосувались того, що польоти членів Європарламенту до Брюсселя і назад оплачувалися за загальною тарифною ставкою, незалежно від фактично понесених витрат. Заплачена ціна могла виявитися вище тої, що була витрачена насправді. Така практика була скасована в 2009 році з обранням нового парламенту. Тепер відшкодовуються лише фактичні, задокументовані витрати.
Інша проблема полягає в тому, що рахунки членів Європарламенту перевіряються на вибірковій, а не загальної основі. Щоб зняти підозри, деякі депутати добровільно представляють свої рахунки на повну незалежну ревізію щорічно.

### Недоторканність
Згідно з протоколом, євродепутати у своїх країнах отримують таку ж депутатську недоторканість, як депутати національного парламенту. В інших державах-членах європейські депутати отримують захист від затримання і судових розглядів, виключаючи випадки, коли вони спіймані під час вчинення злочину. Недоторканність може бути знята заявою уряду зацікавленої держави, спрямованою до Європейського парламенту.

## Спостерігачі
Для країн, що вступають в союз, звичайною практикою є відправлення спостерігачів до парламенту. Число спостерігачів та їхні функції встановлені для країн, що приєднуються, в угодах щодо вступу в союз.
Спостерігачі можуть відвідувати засідання і брати участь в дебатах, але у них немає права голосу. Коли країна стає повноправним членом ЄС, спостерігачі стають євродепутатами на період між вступом держави і виборами до парламенту. Наприклад, НДР мала 18 спостерігачів в 1990—1994 роках. Також з 26 вересня 2005 року по 31 грудня 2006 у Болгарії було 18 спостерігачів в парламенті, а у Румунії — 35. Вони були вибрані з правлячої та опозиційних партій і схвалені національними парламентами цих країн. Після вступу країн в союз спостерігачі стали євродепутатами (але з деякими змінами в складі).